# Eri Kamei
Eri Kamei (亀井 絵里, Kamei Eri, Arakawa, 23 de dezembro de 1988) é uma cantora japonesa e ex-membro do grupo Morning Musume. Kamei foi uma das vencedoras da audição Love Audition 2002, juntamente com Reina Tanaka e Sayumi Michishige. As três vencedoras e Fujimoto Miki formaram a Sexta Geração das Morning Musume.

## Biografia
Kamei Eri foi seleccionada na audição Love Audition 2002 para se juntar ao grupo Morning Musume, como integrante da Sexta Geração. Desta Geração faziam parte, ainda, Reina Tanaka, Sayumi Michishige e Fujimoto Miki.
Logo após se ter juntado ao grupo, os membros das Morning Musume foram separados em dois grupos, já que o grupo tinha muita gente e não podia actuar em cidades com palcos mais pequenos. Por essa razão, Kamei foi colocada no sub-grupo Morning Musume Sakuragumi. 
O primeiro single enquanto membro das Morning Musume, Shabondama, saí a 30 de Julho de 2003.
No final de 2004, Kamei ganha o seu próprio segmento no programa de televisão Hello! Morning. Nesse programa conhecido como
"Eric Kamezō no Maido Arii!" (エリック亀造の毎度ありぃ!), ela, Yuko Nakazawa e outros membros do Hello! Project que eram aleatoriamente escolhidos, promoviam os últimos produtos que saiam na companhia. O seu segmento foi removido do programa no inverno de 2005, no entanto, ela ainda entrava em outros segmentos do programa. 
No início, quando foi adicionada ao grupo, Kamei não sabia que personalidade teria, tanto que no Single Joshi Kashimashi Monogatari, os membros do grupo perguntam qual personalidade ela escolherá para ela. Com o passar do tempo, Kamei definiu-se como sendo do tipo "tonto", ou seja, tem comportamentos estranhos, diz coisas parvas ou então, completamente sem sentido. 
Em Julho de 2009, Kamei foi escolhida para fazer parte da reformação do grupo Tanpopo#. Como ela, foram escolhidos também Mitsui Aika, Kumai Yurina (Berryz Koubou) e Okai Chisato (C-ute). Todos os membros do grupo partilhavam o kanji "井" dai que o símbolo # seja colocado à frente do Tanpopo.
Em 8 de agosto de 2010,foi anunciado no blog de Tsunku que Junjun, Linlin e Kamei Eri iriam se graduar do Morning Musume.

## Curiosidades
- Frequentou uma escola de ensino médio privada e uma escola privada.
- Ela tem um irmão e uma irmã mais nova.
- Ela tem estreita amizade com Michishige Sayumi, Tanaka Reina e Niigaki Risa
- Ela fez o teste porque ela "queria se mudar."
- Quando ela entrou, Kamei afirmou que gostava de pequenos espaços apertados, mesmo dizendo que ela gostava de trens lotados.
- Como Fujimoto Miki, ela é famosa por sua falta de habilidade de desenho.
- Kamei afirmou no programa de rádio "Young Town Douyoubi" (exibido em 17 de junho de 2006) que seu pai a chamava de "Eri" após a sua canção favorita Southern All Stars, "Itoshi no Ellie. "
- Geralmente usa perfume. Quando era mais nova e quis testá-lo pela primeira vez, ela não tinha certeza do que escolher
- Gosta de roupas ocidentais.
- Ela é uma pessoa da manhã.
- Ela disse que vai dormir muito rápido depois do trabalho, cerca das 10:30.

## Trabalhos

### Photobooks
- [2003.07.16] Hello Hello! Morning Musume 6ki Members (ハロハロ! モーニング娘。6期メンバー写真集) (Kamei Eri, Michishige Sayumi, Tanaka Reina) amazon.co.jp
- [2004.12.21] Kamei Eri (亀井絵里) amazon.co.jp
- [2005.09.16] DAYS amazon.co.jp
- [2006.05.26] 17sai (17才) amazon.co.jp
- [2007.02.28] Love Hello! Kamei Eri in Phuket (ラブハロ! 亀井絵里 in プーケット) amazon.co.jp
- [2007.10.10] MAPLE amazon.co.jp
- [2008.04.03] ERI amazon.co.jp
- [2008.12.23] 20 (Hatachi) (20 (はたち)) amazon.co.jp
- [2010.02.25] sweet amazon.co.jp

### DVDs
- [2003.07.16] Hello!x2 Morning Musume 6ki Member DVD (ハロハロ! モーニング娘。6期メンバーDVD)
- [2007.03.14] Love Hello! Kamei Eri DVD (ラブハロ! 亀井絵里DVD)
- [2009.01.14] 20DREAMS
- [2010.03.03] too sweet Eri

### Filmes
- Hoshisuna no Shima, Watashi no Shima - Island Dreamin (星砂の島、私の島～Island Dreamin'～, Released September 29, 2004)

### Musicais
- Ribbon no Kishi: The Musical (リボンの騎士 ザ ミュージカル, 2006)
- Cinderella the Musical (シンデレラtheミュージカル, 2008) – As Stepsister Portia

### Televisão
- [2003-2007]Hello! Morning
- [2003]Sore Yuke! Gorokkies
- [2004]Futarigoto
- [2004]Majokko Rika-chan no Magical V-U-Den
- [2005-2006]Musume Dokyu
- [2007-2008]Haromoni@
- [2008-2009]Yorosen!
- [2009-2010] Bijo Houdan
- [2010] Bijo Gaku

### Rádio
- [2005] TBC Fun Fīrudo Mōretsu Mōdasshu
- [2005-2006] Hello Pro Yanen!!
- [2005] B.B.L.
- [2007-2008] Gaki・Kame
- [2009-?]

### Dublagens
- [2009-2010] Rinko Kōgyoku no anime Jewelpet